# Cineteatro São Luiz
O Cineteatro São Luiz, popularmente conhecido como Cine São Luiz ou Cinema São Luiz, é um cinema e teatro brasileiro, localizado na cidade de Fortaleza, no Ceará. Tem capacidade para 1.050 pessoas.

## História
Teve sua construção iniciada em 1939 pelo Grupo Severiano Ribeiro, sob projeto de Humberto da Justa Menescal. A decoração, o teto e as paredes laterais ficaram a cargo de Osório Pereira e Marcelino Guido Budini. No local, funcionava o Cine Politheama, também do grupo, e era vizinho à residência da família Severiano Ribeiro, que foi parcialmente destruida para abrigar passagem lateral do prédio, na Praça do Ferreira.
Em 1958, a edificação foi concluída e inaugurada. Sua primeira sessão foi em 26 de Março, com a exibição do filme Anastácia, a princesa esquecida, e a renda foi revertida em benefício da Campanha de Benfeitores da Santa Casa de Misericórdia de Fortaleza e do Asilo do Bom Pastor. Estiveram presentes à solenidade as autoridades locais e o Senhor Luiz Severiano Ribeiro, idealizador e proprietário do Cinema São Luiz. A programação ainda se estendeu por um mês, tendo projeção de filmes diariamente. 
Em 1995, o São Luiz passou a ser o principal espaço de apresentação do Cine Ceará. É também espaço para outros festivais de cinema que ocorrem em Fortaleza.
Até 2013 estava arrendado à Fecomércio (Federação do Comércio do Estado do Ceará), como Centro Cultural SESC Luiz Severiano Ribeiro. O espaço acabou sofrendo com a proliferação das modernas salas de projeção dos shopping centers. Desde Outubro de 2005, no entanto, o Centro Cultural é, também, palco de Festival de Jazz e Blues e de shows, além das típicas exibições de filmes.
Em 2014, foi revitalizado e reinaugurado pelo Governo do Estado do Ceará, que comprou o cinema, o qual passou a abrigar, ainda, um escritório da Secretaria de Cultura do Ceará. Nos dias 22 e 23 de Dezembro de 2014, data da reinauguração, foram realizadas duas sessões especiais do do primeiro filme exibido em sua história, Anastacia, além de apresentações de artistas líricos cantando temas natalinos e da Orquestra Eleazar de Carvalho executando peças de Alberto Nepomuceno. Hoje, o Equipamento faz parte do circuito cultural da cidade funcionando como cine-teatro, sua função original, e abrigará diversos projetos cinematográficos, teatrais e musicais. Durante o mês de julho de 2017, o cine-teatro proporcionou o evento "Férias no São Luiz", uma programação com sessões de diversos filmes de sucesso, com Beauty and the Beast,  Titanic e Ghost.

## Caracteristicas
O edifício possui um hall, cujas escadarias têm piso e revestimento em mármore de Carrara, além de três grandes lustres de cristal importados da Tchecoslováquia. Tem Tombo Estadual segundo a Lei nº 9.109, de 30 de julho de 1968, através do decreto nº 21.309, de 13 de março de 1991. A edificação passou por algumas modificações para acompanhar as inovações tecnológicas, como a implantação de equipamento de som mais moderno, climatização e adaptação a portadores de necessidades especiais.